# Cantone di Alby-sur-Chéran
Il Cantone di Alby-sur-Chéran era un cantone francese dell'arrondissement di Annecy.
A seguito della riforma approvata con decreto del 13 febbraio 2014, che ha avuto attuazione dopo le elezioni dipartimentali del 2015, è stato soppresso.

## Composizione
Comprendeva i comuni di:
- Alby-sur-Chéran
- Allèves
- Chainaz-les-Frasses
- Chapeiry
- Cusy
- Gruffy
- Héry-sur-Alby
- Mûres
- Saint-Félix
- Saint-Sylvestre
- Viuz-la-Chiésaz